# حفل توزيع جوائز الأوسكار الحادي والأربعون
حفل توزيع جوائز الأوسكار الحادي والأربعون (بالإنجليزية: 41st Academy Awards)‏ هو حدث نظمته أكاديمية فنون وعلوم الصور المتحركة لتكريم أفضل الأفلام لسنة 1968. أقيم الحفل بتاريخ 14 أبريل، 1969 في جناح دوروثي تشاندلر، لوس أنجلوس، وقامت شبكة هيئة الإذاعة الأمريكية ببثّه. في هذه الدورة، فاز فيلم أوليفر! بجائزة أفضل فيلم، وحاز الممثّل كليف روبرتسون على جائزة أفضل ممثّل، ونالت الممثلة كاثرين هيبورن وباربرا سترايساند جائزة أفضل ممثّلةٍ، وكانت جائزة الأوسكار لأفضل مخرج من نصيب المخرج كارول ريد.
أكثر الأفلام ترشيحاً للحصول على جوائز كان فيلم أوليفر! حيث تلقّى 11 ترشيحاً، وكان كذلك أكثرها فوزاً حيث فاز بـ 6 جوائز.

## الجوائز
- جائزة أفضل فيلم:

أوليفر!
- جائزة أفضل مخرج:

كارول ريد
- جائزة أفضل ممثّل:

كليف روبرتسون
- جائزة أفضل ممثّلة:

كاثرين هيبورن وباربرا سترايساند
- جائزة أفضل ممثّل مساعد:

جاك ألبرتسون
- جائزة أفضل ممثّلة مساعدة:

روث غوردون
- جائزة أفضل سيناريو مقتبس:

الأسد في الشتاء
- جائزة أفضل موسيقى تصويريّة:

أوليفر! والأسد في الشتاء
- جائزة أفضل تأثيرات بصريّة:

أوديسة الفضاء
- جائزة أفضل خلط أصوات:

أوليفر!

## وصلات خارجية
- حفل توزيع جوائز الأوسكار الحادي والأربعون على موقع IMDb (الإنجليزية)
- حفل توزيع جوائز الأوسكار الحادي والأربعون على موقع ميوزك برينز (الإنجليزية)
- الموقع الرسمي لجوائز الأكاديمية.
- الموقع الرسمي لأكاديمية فنون وعلوم الصور المتحركة.
- قناة جوائز الأوسكار على موقع يوتيوب (تُديره أكاديمية فنون وعلوم الصور المتحركة).
- مقتطفات فيديو من أكاديمية فنون وعلوم الصور المتحركة.